# Nemalion elminthoides
Espèce
Synonymes
- Boanema scoparia Ercegovic, 1927[2]
- Chaetophora rubra (Hudson) C.Agardh, 1812[2]
- Fucus elminthoides Velley, 1792[2]
- Mesogloia hudsonii C.Agardh, 1824[2]
- Mesogloia rubra (Hudson) Areschoug, 1840[2]
- Nemalion hudsonii (C.Agardh) Chauvin, 1842[2]
- Palmella elminthoides (Withering) S.F.Gray, 1821[2]
- Rivularia rubra (Hudson) Wahlenberg, 1826[2]
- Ulva elminthoides (Velley) Withering, 1796[2]
- Ulva rubra Hudson, 1778[2]

Nemalion elminthoides (parfois orthographié helminthoides, mais originellement elminthoides) est une espèce d’algues rouges présente en mer Méditerranée, Atlantique, Manche et mer du Nord.